# Astaena opaca
Astaena opaca är en skalbaggsart som beskrevs av Frey 1973. Astaena opaca ingår i släktet Astaena och familjen Melolonthidae. Inga underarter finns listade.